# هاري أودونيل
هاري أودونيل (بالإنجليزية: Harry O'Donnell)‏ هو لاعب كرة قاعدة أمريكي، ولد في 2 أبريل 1894 في فيلادلفيا في الولايات المتحدة، وتوفي بنفس المكان في 31 يناير 1958.

## وصلات خارجية
- هاري أودونيل على موقعبيزبول رفرنس.كوم (الدوري الرئيسي) (الإنجليزية)